# Yushania qiaojiaensis
Yushania qiaojiaensis là một loài thực vật có hoa trong họ Hòa thảo. Loài này được Hsueh & T.P.Yi miêu tả khoa học đầu tiên năm 1986.